# Chicoutimi
Chicoutimi ist ein Arrondissement (engl.: Borough) der Stadt Saguenay und war bis 2002 eine selbständige Stadt. Chicoutimi liegt am Zusammenfluss des Saguenay und des Chicoutimi in der Region Saguenay–Lac-Saint-Jean, Provinz Québec, Kanada.
2005 hatte das Arrondissement 60.008 Einwohner. Chicoutimi ist das administrative Zentrum der Stadt Saguenay, der Sitz eines katholischen Bistums und der Sitz der Université du Québec à Chicoutimi (UQAC).
Der Name Chicoutimi kommt von dem Innuwort Shkoutimeou und bedeutet „bis wohin das Wasser tief ist“ (Chicoutimi ist am oberen Ende des Saguenay Fjord).

## Geschichte
Die Stelle wurde ab 1673 durch Jesuiten besucht. Im Sommer 1676 haben Pelzhändler einen Handelsposten errichtet. Die Stadt selber wurde am 24. August 1842 durch Peter McLeod gegründet, nachdem eine Konzession zugunsten der Hudson’s Bay Company abgelaufen war, die die Kolonisation verbot.
Die Stadt entwickelte sich am Anfang des 20. Jahrhunderts vor allem industriell mit einer großen Zellstofffabrik. Ab der Weltwirtschaftskrise 1929 wurde Chicoutimi immer mehr ein regionales Handels- und Verwaltungszentrum.
2002 fusionierte die Stadt mit den Nachbarstädten und -gemeinden zur neuen Stadt Saguenay.

## Berühmte Söhne und Töchter der Stadt
- Georges Vézina (1887–1926), Eishockeyspieler
- Alain Bouchard (* 1949), Unternehmer
- John Kricfalusi (* 1955), Künstler
- Christian Genest (* 1957), Mathematiker, Statistiker und Hochschullehrer
- Jean Corriveau (* 1958), Freestyle-Skier
- Richard Comeau (* 1960), Filmeditor
- François Carrier (* 1961), Jazz- und Improvisationsmusiker
- Lou Simard (* 1962), Regisseurin, Musikerin und Theaterautorin
- Marc Gagnon (* 1975), Eisschnellläufer
- Marie-Ève Drolet (* 1982), Shorttrackerin
- Claudia Gagnon (* 1998), Shorttrackerin